# My Universe
〈My Universe〉是英國搖滾組合酷玩樂團與韓國流行音樂組合防彈少年團的合作歌曲，收錄於酷玩樂團第九張錄音室專輯《星際漫遊》中，於2021年9月24日由帕洛风唱片和大西洋唱片作專輯第2首單曲發行。這首歌由雙方成員共同創作，並由製作人马克斯·马丁負責統籌，全曲以英文與韓文寫成。
根據MRC數據顯示，〈My Universe〉在發行首週憑藉1,150萬串流量、550萬廣播電台收聽量空降美國《告示牌》百大單曲榜冠軍位置，成為防彈少年團第6支、以及酷玩樂團繼2008年〈玩酷人生〉後第2支登上該榜榜首的單曲。〈My Universe〉是第一首由曾在百大單曲榜奪冠的兩組藝人共同合作並登頂該榜的歌曲；酷玩樂團也憑此成為首組空降該榜的英國樂團。
歌曲於英國單曲榜名列第三，並成為2021年開年至今在一週內達到最多下載量的單曲。歌曲同時也打進澳洲、比利時、印度和日本音樂排行榜前十位；以及德國、挪威、愛爾蘭和紐西蘭等國前20位。

## 背景與發行
歌曲名稱於2021年7月20日公布的《星際漫遊》曲目清單中曝光；旋律的部分片段也在題為《Overtura》的專輯預告片中讓樂迷搶先試聽，但當中皆沒有提及任何有關防彈少年團的訊息。而在消息發布的幾天前，〈My Universe〉的歌名、部分歌詞及近10秒的音源遭泄露，有網友發現裡面出現防彈少年團成員田柾國的聲音，引發熱議。對此，防彈少年團的經紀公司BIGHIT MUSIC於7月15日聲明稱：「目前難以確認。」
雙方合作的猜測早在2021年2月就已開始流傳，當時防彈少年團於《MTV不插电》上翻唱了酷玩樂團2005年的熱門單曲〈修补你的心〉，酷玩樂團也在社群平台推薦防彈少年團的熱門單曲〈Butter〉。9月初，他們還在YouTube原創系列《Released》中討論#PermissionToDance挑戰的靈感來源與其他話題。
2021年9月13日，酷玩樂團在Twitter轉推了一則帶有各種符號的預告片。經粉絲解碼後，發現內容正指向防彈少年團。幾小時後，官方公開了歌曲的發行資訊，證實防彈少年團的參與，並開放歌曲的預訂與預購。歌曲於9月24日下午1點（韓國時間）在全世界主要音源網站上線。26日，他們推出歌曲的幕後製作紀錄片，以及「Supernova 7」混音和原聲版本。
〈My Universe〉長3分46秒，是首中速輕快的合成器流行曲。據酷玩樂團主唱克里斯·馬汀所說，這首歌講述愛強大且無遠弗屆的力量，即使是國界、規則、性別、種族或性向也無法將其束縛。

## 音樂錄影帶
〈My Universe〉的歌詞影片於2021年9月24日伴隨音源一起發布。影片以外太空為主題，其中有酷玩樂團和防彈少年團成員們親自手寫的英、韓語歌詞和圖案。曲目的器樂、原聲和Supernova 7混音影片也於隨後幾天內發布。
由戴夫·梅耶斯執導的音樂錄影帶於2021年9月30日發布。影片以禁止音樂的Spheres行星系為背景。它顯示酷玩樂團、防彈少年團和虛構的外星樂隊「Supernova 7」這三支位處不同星球的組合利用外星DJ 拉弗里克（Lafrique）操縱的「HOLOBAND」全息投影技術，跨越空間合奏合唱〈My Universe〉。在被「沉默者」追捕同時，拉弗里克透過她的太空船向整個星系廣播他們的音樂。
酷玩樂團的鏡頭於2021年7月在西班牙巴塞羅那鲁维一座空蕩蕩的廢棄市政游泳池拍攝。防彈少年團的鏡頭則在兩週後於韓國首爾一家工作室的綠幕棚內拍攝。

## 現場表演
2021年9月23日，也就是〈My Universe〉正式釋出的前一天，酷玩樂團於美國紐約阿波羅劇院Pandora电台的《Small Stage Series》演唱了這首歌。翌日，克里斯·馬汀在NBC節目《凱莉·克萊森秀》上簡短獻唱了〈My Universe〉。25日，樂團在紐約中央公園舉行的全球公民節上演唱了這首歌，而防彈少年團透過預錄的影片在他們背後的螢幕出現。10月15日，樂團在《葛雷漢·諾頓秀》上演唱了這首歌。

## 專業評價
《新音乐快递》的賴安·戴利（Rhian Daly）給予歌曲4星評價（滿分5星），稱其為「團結、希望和愛的力量的天國頌歌」。她指出，雖然有些人可能會認為這首歌是不尋常的配對，但兩方會聯手是完全有道理的，因為「兩者都喜歡用詩意和發自內心的方式來對待他們的音樂；而且都是世界上最大的兩個樂隊，他們也是現代流行音樂中最深切的兩位思想家，他們的歌詞充滿了對愛情和生活的感人陳述。」

## 參與名單
名單摘自YouTube。
酷玩樂團
- 蓋·貝瑞曼 – 貝斯、鍵盤
- 強尼·邦藍 – 吉他、鍵盤
- 威爾·查恩 – 鼓、打擊樂器
- 克里斯·馬汀 – 主唱、鍵盤

防彈少年團
- 金碩珍 – 主唱
- 閔玧其 – 主唱
- 鄭號錫 – 主唱
- 金南俊 – 主唱
- 朴智旻 – 主唱
- 金泰亨 – 主唱
- 田柾國 – 主唱

附加人員
- 安伯·斯特羅（英语：We Are King） – 附加人聲
- 雅各·科里爾 – 附加人聲
- 比爾·拉科 – 鍵盤、編程、製作、附加人聲
- 丹尼爾·格林 – 鍵盤、編程、附加製作
- 馬克斯·馬丁 – 鍵盤、編程、製作、附加人聲
- 奧斯卡·霍爾特 – 吉他、鍵盤、編程、製作
- Pdogg（英语：Pdogg） – 人聲錄製工程、製作工程
- – 母帶後期工程
- 克·辛普森R – 附加製作
- 泰特·麥克道威爾 – 附加人聲
- 夢之隊 – 附加製作
- 塞爾邦·加納（英语：Serban Ghenea） – 混音工程
- 麥可·伊爾伯特 – 工程
- 約翰·漢斯 – 工程
- 米格爾·勞拉 – 工程
- 艾瑪·馬克 – 工程協助
- 鄧肯·富勒 – 工程協助
- 康納·帕納伊 – 工程協助

其他
- 麥特·庫克
- 麥特·萊瑟姆

## 榜單成績
| 榜單（2021年）                       | 峰值 |
| ------------------------------------ | ---- |
| 澳洲（澳大利亚唱片业协会榜）         | 7    |
| 奥地利（Ö3四十强单曲榜）             | 29   |
| 比利时佛兰德（Ultratop五十强单曲榜） | 7    |
| 比利时瓦隆（Ultratop五十强单曲榜）   | 29   |
| 加拿大（Canadian Hot 100）           | 9    |
| 加拿大（《告示牌》Canada CHR）       | 43   |
| 捷克共和國（電台百大單曲榜）         | 4    |
| 捷克共和國（百強數位單曲榜）         | 23   |
| 丹麥（Tracklisten）                  | 24   |
| 薩爾瓦多（拉美監控）                 | 14   |
| 法國（法國唱片出版業公會）           | 33   |
| 德国（德國官方單曲榜）               | 13   |
| 全球（《告示牌》全球二百强单曲榜）   | 1    |
| 匈牙利（四十強單曲榜）               | 1    |
| 印度（印度音乐产业协会二十強單曲榜） | 3    |
| 愛爾蘭（愛爾蘭唱片音樂協會单曲榜）   | 15   |
| 義大利（意大利音乐产业联盟）         | 41   |
| 日本（日本百大單曲榜）               | 3    |
| 日本（Oricon單曲榜）                 | 11   |
| 立陶宛（AGATA）                      | 20   |
| 馬來西亞（馬來西亞唱片業協會）       | 1    |
| 荷兰（荷蘭四十強單曲榜）             | 19   |
| 荷兰（百强单曲榜）                   | 32   |
| 紐西蘭（新西兰唱片音乐协会）         | 19   |
| 挪威（VG-lista）                     | 14   |
| 巴拿馬（PRODUCE）                    | 38   |
| 葡萄牙（葡萄牙唱片業協會单曲榜）     | 21   |
| 新加坡（新加坡唱片業協會）           | 1    |
| 斯洛伐克（電台百大單曲榜）           | 2    |
| 斯洛伐克（百強數位單曲榜）           | 22   |
| 南非（南非唱片工业协会）             | 50   |
| 南韓（Gaon單曲榜）                   | 2    |
| 西班牙（西班牙音樂製作協會）         | 63   |
| 瑞典（瑞典最熱榜）                   | 19   |
| 瑞士（瑞士热门音乐榜）               | 11   |
| 台灣（HITO 西洋排行榜）              | 2    |
| 英國（官方榜单公司單曲榜）           | 3    |
| 烏拉圭（拉美監控）                   | 12   |
| 美国（《告示牌》百大單曲榜）         | 1    |
| 美國（《告示牌》Adult Pop Airplay）  | 29   |
| 美國（《告示牌》Hot Rock Songs）     | 1    |
| 美國（《告示牌》Pop Airplay）        | 33   |
| 美國（《告示牌》Rock Airplay）       | 20   |
| 美國（《滾石》百大單曲榜）           | 1    |

## 發行歷史
| 地區 | 日期          | 格式              | 唱片公司      | 來源   |
| ---- | ------------- | ----------------- | ------------- | ------ |
| 多國 | 2021年9月24日 | 數位下載 串流媒體 | 帕洛風 大西洋 | [ 77 ] |
| 美國 | 2021年9月28日 | 當代流行電台      | 大西洋        | [ 78 ] |
| 美國 | 2021年10月5日 | 另類電台          | 大西洋        | [ 79 ] |